# Saison 1 de Danse avec les stars
 (septembre 2021).
 (septembre 2021).
- Si vous ne connaissez pas le sujet, laissez ce bandeau (vous pouvez alors contacter les auteurs).
- Si vous supprimez le contenu mis en cause (vous pouvez préalablement contacter les auteurs),

argumentez précisément cette suppression dans la page de discussion
(un manque de référence n'est pas un argument ; une recherche réelle de référence doit avoir été effectuée, être formellement documentée).
La première saison de l'émission française de divertissement Danse avec les stars a été diffusée du 12 février 2011 au 19 mars 2011 sur TF1. Elle a été animée par Sandrine Quétier et Vincent Cerutti.
L'émission a été remportée par le chanteur M. Pokora, aux côtés de la danseuse Katrina Patchett.

## Participants
Lors de cette saison 1 de Danse avec les stars, 8 couples formés d'une star et d'un danseur professionnel se sont affrontés. Il y avait 8 célébrités : 4 hommes et 4 femmes.
| Personnalité      | Occupation                     | Partenaire          | Statut                      |
| ----------------- | ------------------------------ | ------------------- | --------------------------- |
| M. Pokora         | chanteur                       | Katrina Patchett    | Vainqueur le 19 mars 2011   |
| Sofia Essaïdi     | chanteuse, actrice             | Maxime Dereymez     | Deuxième le 19 mars 2011    |
| David Ginola      | ancien joueur de football      | Silvia Notargiacomo | Troisième le 19 mars 2011   |
| Adriana Karembeu  | mannequin                      | Julien Brugel       | éliminée le 12 mars 2011    |
| Jean-Marie Bigard | humoriste, acteur, réalisateur | Fauve Hautot        | éliminé le 5 mars 2011      |
| Marthe Mercadier  | actrice                        | Grégoire Lyonnet    | éliminée le 26 février 2011 |
| Rossy de Palma    | actrice                        | Christophe Licata   | éliminée le 19 février 2011 |
| André Manoukian   | musicien, auteur, compositeur  | Candice Pascal      | éliminé le 12 février 2011  |

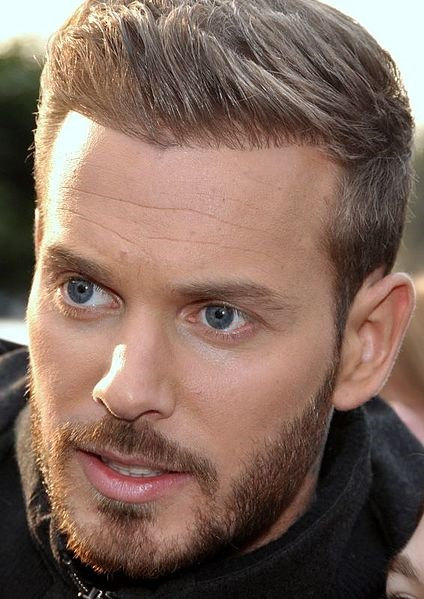
M. Pokora
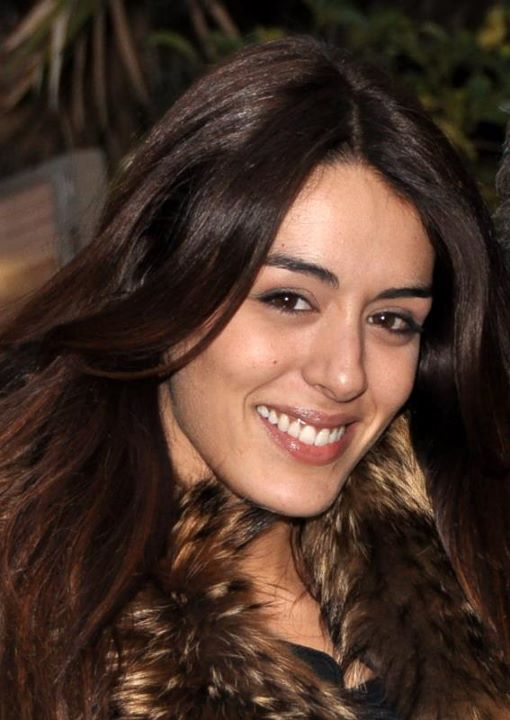
Sofia Essaïdi
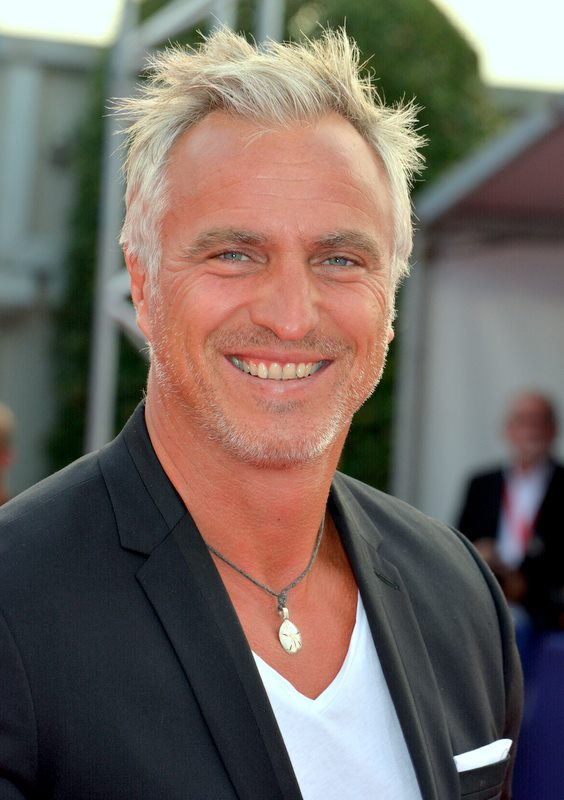
David Ginola
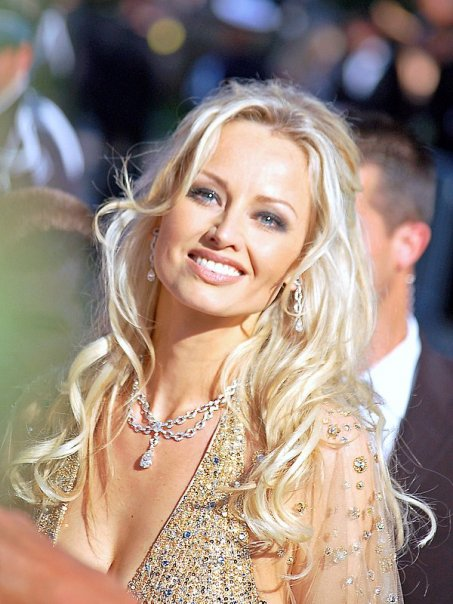
Adriana Karembeu
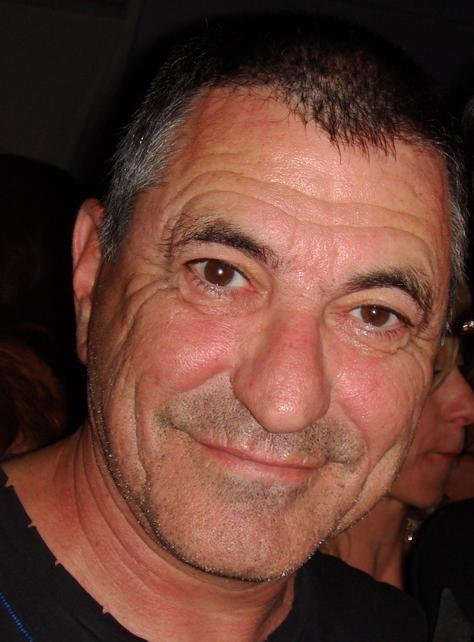
Jean-Marie Bigard
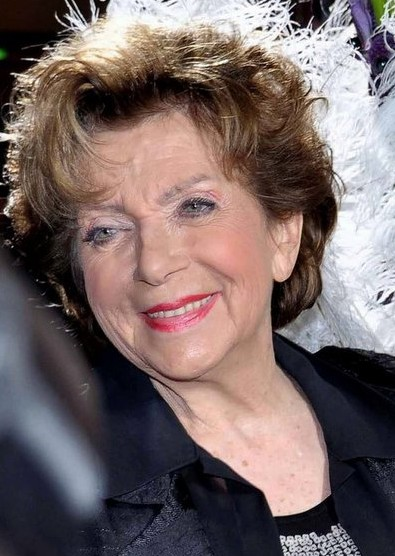
Marthe Mercadier
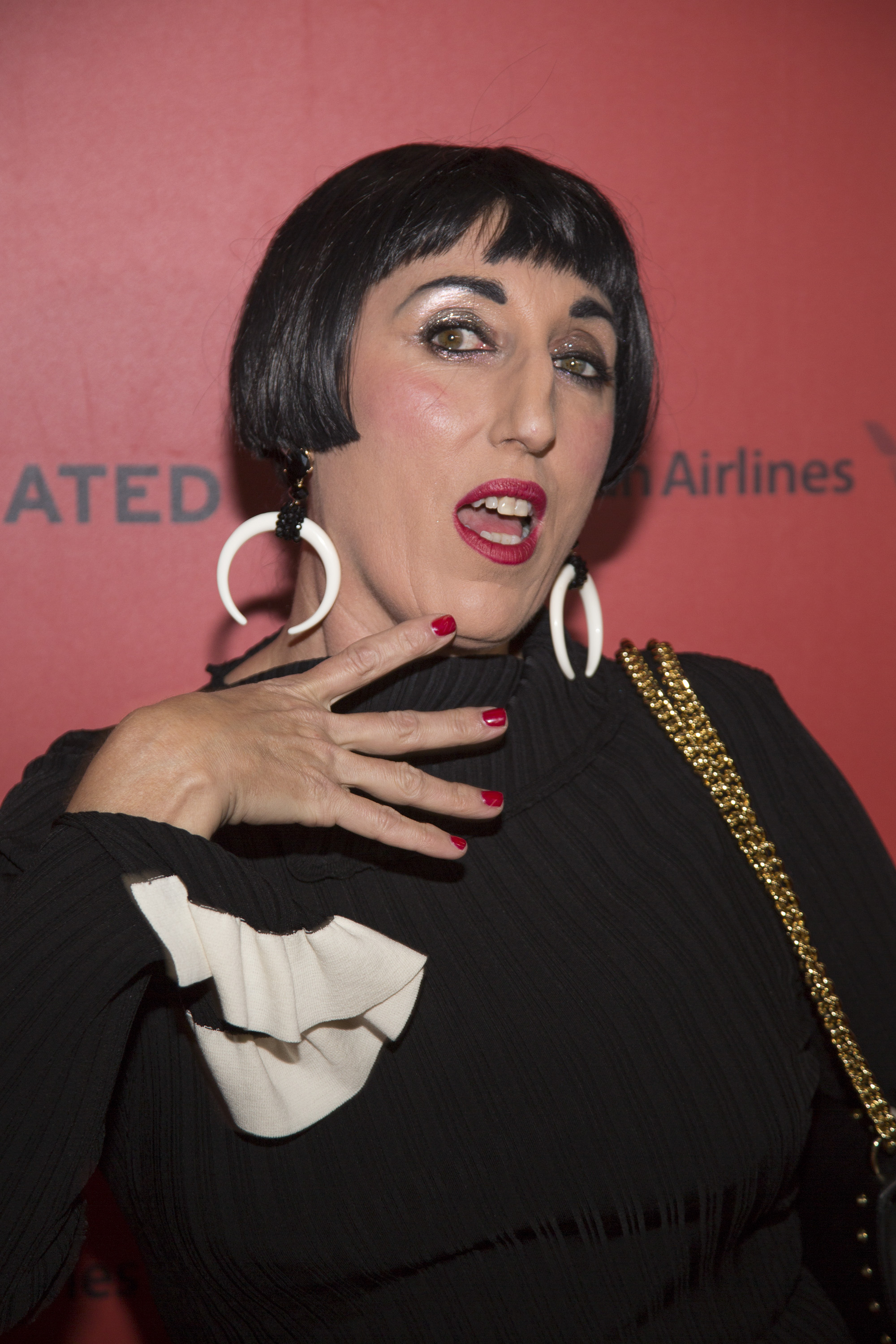
Rossy de Palma
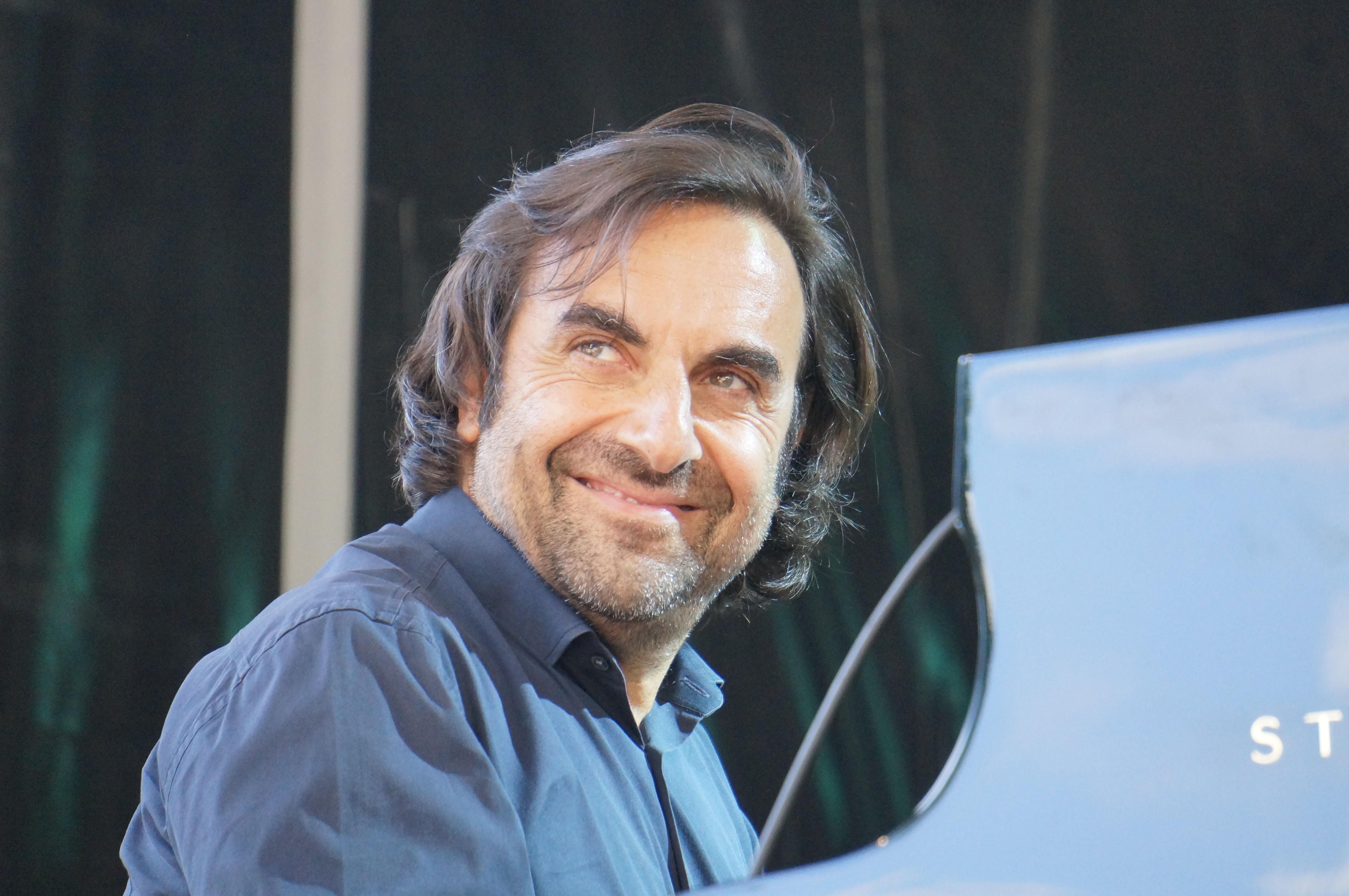
André Manoukian

## Invités musicaux
- 12 février 2011 : Grégoire – Danse et Soleil.
- 19 février 2011 : Take That – The Flood.
- 26 février 2011 : Jenifer – Je danse.
- 5 mars 2011 : Florent Pagny – 8e Merveille ; James Blunt – So Far Gone.
- 12 mars 2011 : troupe de Mozart l'Opéra Rock – L'Assasymphonie et C'est bientôt la fin.
- 19 mars 2011 : Nicole Scherzinger[2] – Don't Hold your Breath.

## Autour de l'émission
Fauve Hautot et Maxime Dereymez ont remporté, cinq ans auparavant, une émission similaire diffusée sur France 2 : Dancing Show.
C'est Nicole Scherzinger, gagnante de la dixième saison (2010) de la version américaine de l'émission, Dancing with the Stars, qui a remis le trophée au gagnant M. Pokora.
Marthe Mercadier, 82 ans au moment de son passage dans l'émission, est à ce jour la doyenne des candidats de Danse avec les stars, toutes saisons confondues. Elle s'est vu attribuer la pire note : 2/10 (par Chris Marques).